# Ramón Pernas
Ramón Pernas (Vivero, Lugo, 4 de marzo de 1952) es un escritor, guionista, periodista, editor y crítico literario español.

## Biografía
Su padre fue el artista gráfico Moncho Pernas, de corte galleguista y muy influenciado por la escuela de Castelao en su dibujo. Es licenciado en Ciencias de la Información por la Universidad Complutense, donde también estudió Sociología.
Periodista, editor y guionista, su actividad laboral siempre ha girado en torno a la cultura. Ha colaborado como crítico literario y articulista en revistas como Tiempo e Interviú, y como columnista de Cuadernos del Norte y en la agencia OTR Press. Ha sido subdirector de Nueva Empresa y director de Actual y ha trabajado como guionista en TVE (Si yo fuera presidente) y colaborador en diversos programas de televisión. Durante diez años fue director editorial de Espasa-Calpe.
En 1999 obtuvo el Premio Ateneo de Sevilla con Paso a dos, con el que también resultó finalista del Nacional de Narrativa y en 2011, el Internacional de Novela Emilio Alarcos, por En la luz inmóvil. Dirigió Ámbito Cultural y colabora como articulista en medios, como La Voz de Galicia.
Debutó en la novela en 1996 con Si tú me dices ven (1996) y, además de las tres ya citadas, ha escrito otras siete; también ha incursionado en el cuento y la poesía. Numerosos relatos suyos han aparecido en volúmenes colectivos; en 2008 Huerga y Fierro Editores publicó en un solo volumen la práctica totalidad de su obra poética. Con José Mario Armero escribió Cien años de circo en España, volumen antológico que recoge una de sus más grandes pasiones, el circo. También es autor del libro Galicia en blanco y negro.
Pernas fue presidente del Club de Periodistas Gallegos en Madrid y es académico de número de la Real y Pontificia Academia Auriense Mindoniense de San Rosendo. Como periodista ha ganado los principales galardones gallegos: el Julio Camba, el Puro Cora y el Café Varela.

## Obras
- Cien años de circo en España, ensayo escrito con José Mario Armero, Espasa, 1985, ISBN 84-239-4294-5
- Si tú me dices ven, novela, Espasa, 1996
- El pabellón azul, novela, Espasa, 1998 (Tropo Editores, 2009, ISBN 978-84-96911-15-4)[4]
- Paso a dos, novela, Espasa, 1999 (Premio Ateneo de Sevilla)[5]
- Brumario, novela, Espasa, 2000
- Libro de actas, novela, Espasa, 2003
- Del viento y la memoria, novela, Espasa, 2006[6]
- Poesía (in)completa, Huerga y Fierro Editores, Madrid, 2008[7][8]
- En la luz inmóvil, novela, Ediciones Algaida, 2011 (XI Premio Emilio Alarcos)
- Hotel Paradiso, 2014, Planeta,  (XXI Premio Azorín)[9]
- El libro de Jonás, novela, Espasa, 2016,[10] ISBN 978-84-670-4887-2
- El libro de los adioses, novela, Espasa, 2019,[11] ISBN 978-84-670-5682-2
- Sensa fine, novela, Algaida, 2023,[12] ISBN 978-84-9189-861-0

Participación en libros colectivos
- 21 Dry martinis (Edhasa)
- Galicia en blanco y negro (Espasa)
- Nuevos episodios nacionales (Edaf)
- Sobre raíles (Imagine, 2003) ISBN 84-95882-36-1
- Suiza y la migración (Imagine, 2005) ISBN 84-95882-67-1
- 18 relatos móviles (Imagine para Vodafone)
- Traslatio literaria (Imagine, 2007)

## Galardones
- XXXI Premio de Novela Ateneo de Sevilla 1999 por Paso a dos.
- Finalista en el Premio Nacional de Literatura 1999 por Paso a dos.
- Premio Puro Cora de Periodismo por El Progreso.
- Madrigallego de Oro al Mérito Periodístico. Año 2000.[13]
- Candidato al Premio Internacional Grinzane Cavour 2008.[14]
- Premio Letras de Bretaña 2009.[15]
- XI Premio Internacional de Novela «Emilio Alarcos Llorach», por En la luz inmóvil (2011).
- XXXII Premio de Periodismo Julio Camba por El lobo de Cee (2011).[16]
- XXXVIII Premio Azorín 2004, otorgado por la Diputación Provincial de Alicante en 2014, por la novela Paradiso.
- Premio Café Varela "en reconocimiento a su trayectoria por parte del Madrid intelectual y literario", recibido en 2015.[17]
- Premio Terra de Escandoi 2016 (al conjunto de su obra)[18]